# Jabez W. Huntington
Jabez Williams Huntington, född 8 november 1788, död 1 november 1847, var en amerikansk politiker och ledamot av USA:s representanthus och USA:s senat från Connecticut.

## Tidigt liv
Huntington föddes i Norwich. Han läste klassiska ämnen och tog examen från Yale College 1806. Han undervisade på Litchfield South Farms Academy i ett år och studerade juridik. Han antogs till advokatsamfundet och började arbeta som advokat i Litchfield.

## Representanthuset
Jabez W. Huntington var ledamot av Connecticuts representanthus 1829. Han valdes till USA:s representanthus i tre på varandra följande mandatperioder och tjänstgjorde från den 4 mars 1829 till den 16 augusti 1834, då han avgick för att anta ett erbjudande om att bli domare vid Connecticut Supreme Court of Errors. Han flyttade till Norwich 1834.

## Senaten
Huntington valdes för Whigpartiet till USA:s senat för att fylla den vakans som hade uppstått när Thaddeus Betts hade avlidit. Han blev omvald och tjänstgjorde från den 4 maj 1840 till sin död i Norwich. Han begravdes på Old Norwich Town Cemetery. Under en del av sin tid i senaten var han ordförande för handelsutskottet.